# Saint Magloire
Pour les articles homonymes, voir Magloire.
Saint Magloire est né vers 535 dans le Glamorgan au pays de Galles. Il fut formé par saint Iltud, et devint le deuxième évêque de Dol-de-Bretagne à la suite de Samson.

## Historique

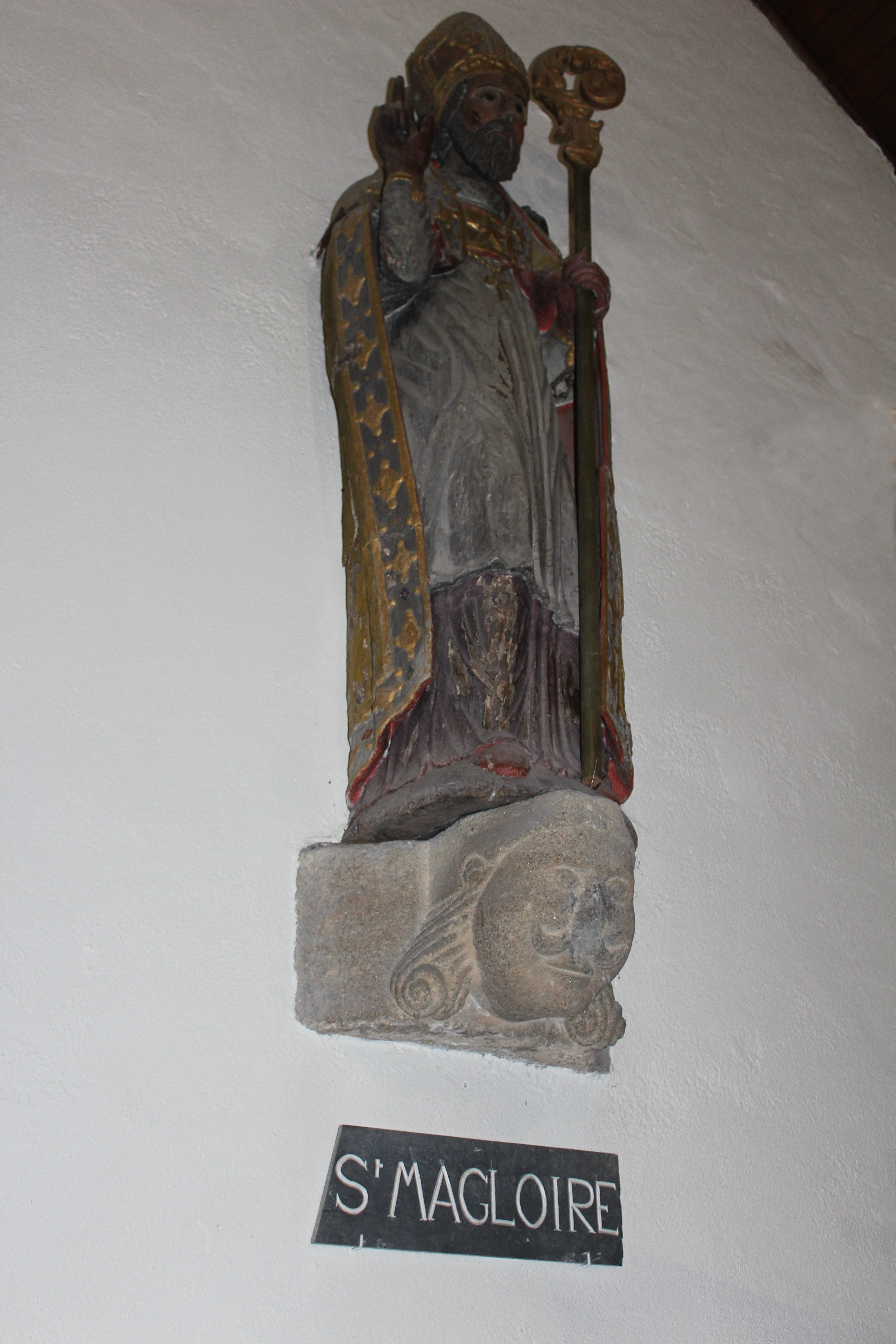
Statue de saint Magloire dans l'église paroissiale Saint-Magloire de Telgruc-sur-Mer.

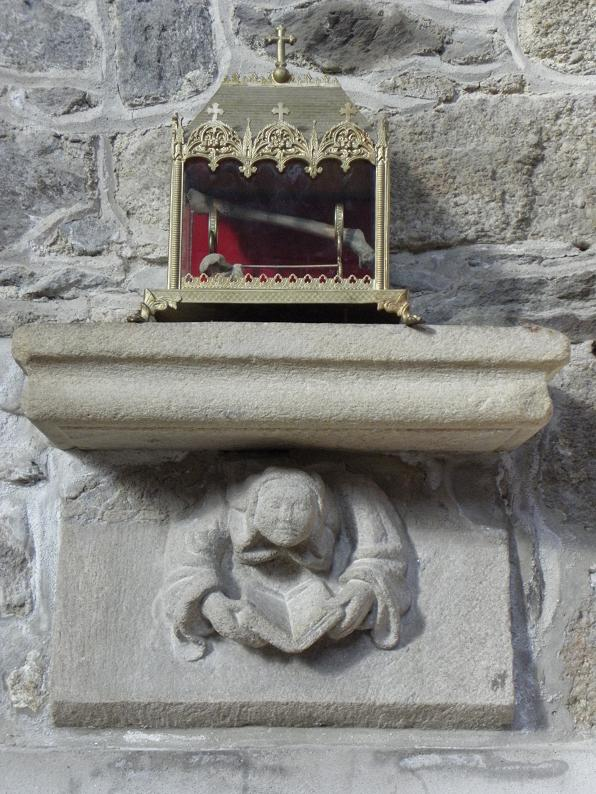
Reliques de saint Magloire conservées en l'abbatiale de Léhon.

Il est l'un des nombreux saints bretons que les traditions font venir d'Outre-Manche en Bretagne continentale.
Le saint est réputé être le cousin-germain,  à la fois par son père, Umbrafel et par sa mère Aspelle, de saint Samson, à qui il aurait succédé sur le siège archiépiscopal de Dol. Sur l’injonction d’un ange, il aurait abdiqué en faveur de saint Budoc pour se retirer sur l’île de Sercq (Sargia), où il mena par la suite une vie monastique à la tête de soixante-deux disciples. Magloire est donc censé avoir vécu à la fin du VIe siècle.
Selon Guy Alexis Lobineau il mourut le 24 octobre 586 mais selon Albert le Grand à 82 ans le 24 octobre 617  Après sa mort, son corps aurait été volé par les moines de la future abbaye de Léhon. Vers 956/966, lors des raids vikings, Hugues Capet transfera ses reliques à Paris pour les mettre à l'abri. Ils les déposa dans l'église Saint-Barthélemy dans l'île de la Cité, qui prit alors le vocable de Saint-Magloire, puis les transporta à l'église Saint-Magloire (à l'emplacement du 82, rue Saint-Denis), qu'il fit construire spécialement à cet effet. En 1572, elles furent transférées à l'église Saint-Jacques-du-Haut-Pas.
Les circonstances de la rédaction de la Vie latine et des Miracles de saint Magloire ne sont pas encore éclaircies. Selon les spécialistes, la composition de ce document qualifié de « chef-d’œuvre de l’ancienne littérature bretonne » par l’abbé François Duine pourrait prendre place entre le début de la seconde moitié du IXe siècle et le milieu du Xe siècle.

## Fête liturgique
Sa fête est le 24 octobre.
Dans le diocèse de Quimper et Léon, il est fêté le 27 octobre,.
L'église paroissiale de Telgruc-sur-Mer lui est dédiée.

## Variante
Plus connu sous le nom de saint Magloire de Dol, on le retrouve aussi sous les noms :
- Sant Maelor (Bretagne)
- Saint-Mannelier sur l' île de Jersey[4].

## Chant
Tropaire de saint Magloire de Dol :

« Tu quittas ton pays de Galles natif à la prière de notre père Samson,

Pour servir Dieu dans le monastère de Lammeur, Ô père Maelor.

Ayant plut à Dieu par le doux parfum de la lutte monastique,

Tu gratifias l'île de Sark de ton divin repos.

Prie Dieu pour nous, Ô saint, afin qu'Il nous épargne

D'une mort soudaine et non-préparée et qu'Il nous accorde le Salut. »

### Sources
- André Chédeville & Hubert Guillotel, La Bretagne des Saints et des rois  Ve-Xe siècle, Rennes, Ouest-France Université, 1984, 423 p. (ISBN 2858826137), p. 79,147,194,290,381
- (la) Jean-Barthélemy Hauréau, Gallia Christiana, vol. XIV Provincia Turonensi, Paris, Firmin-Didot, 1856, p. 1040 Ecclesia Dolensis, Episcopi Dolenses II S. Maglorius